# Saad Al-Katatny
Mohamed Saad Tawfik Al-Katatny (em árabe: محمد سعد توفيق الكتاتني‎) (nascido em 3 de abril de 1952) é o presidente da Assembleia do povo do Egito. Anteriormente ele foi chefe do Partido da Liberdade e da Justiça.